# Valdetorres
Valdetorres ist ein Ort und eine Gemeinde (municipio) mit 1.135 Einwohnern (Stand: 2024) in der spanischen Provinz Badajoz in der Autonomen Gemeinschaft Extremadura. 

## Lage
Valdetorres liegt etwa 70 Kilometer östlich von Badajoz und etwa 22 Kilometer östlich von Mérida in einer Höhe von 240 m. 

## Demografie
| Einwohnerzahl (1900–2021)                 | Einwohnerzahl (1900–2021) | Einwohnerzahl (1900–2021) | Einwohnerzahl (1900–2021) | Einwohnerzahl (1900–2021) | Einwohnerzahl (1900–2021) | Einwohnerzahl (1900–2021) | Einwohnerzahl (1900–2021) | Einwohnerzahl (1900–2021) | Einwohnerzahl (1900–2021) | Einwohnerzahl (1900–2021) | Einwohnerzahl (1900–2021) | Einwohnerzahl (1900–2021) | Einwohnerzahl (1900–2021) | Einwohnerzahl (1900–2021) | Einwohnerzahl (1900–2021) | Einwohnerzahl (1900–2021) |
| ----------------------------------------- | ------------------------- | ------------------------- | ------------------------- | ------------------------- | ------------------------- | ------------------------- | ------------------------- | ------------------------- | ------------------------- | ------------------------- | ------------------------- | ------------------------- | ------------------------- | ------------------------- | ------------------------- | ------------------------- |
| 1900                                      | 1910                      | 1920                      | 1930                      | 1940                      | 1950                      | 1960                      | 1970                      | 1981                      | 1991                      | 2001                      | 2011                      | 2021                      |                           |                           |                           |                           |
| 878                                       | 986                       | 1151                      | 1240                      | 1362                      | 1500                      | 1916                      | 1716                      | 1390                      | 1411                      | 1383                      | 1289                      | 1172                      |                           |                           |                           |                           |
| Quelle: Instituto Nacional de Estadística |                           |                           |                           |                           |                           |                           |                           |                           |                           |                           |                           |                           |                           |                           |                           |                           |

## Sehenswürdigkeiten
- Kirche Mariä Himmelfahrt (Iglesia de Nuestra Señora de la Asunción)

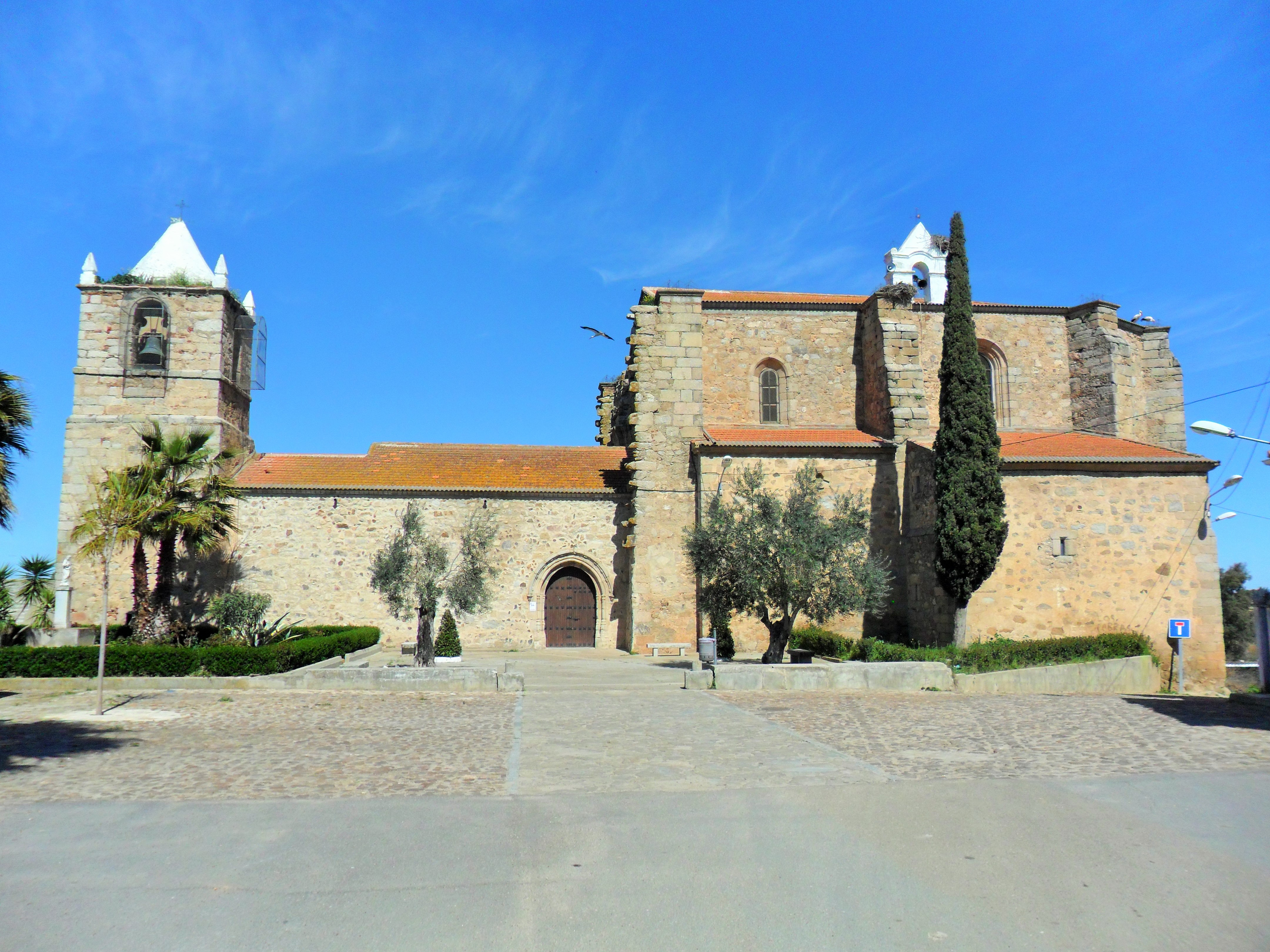
Kirche Mariä Himmelfahrt
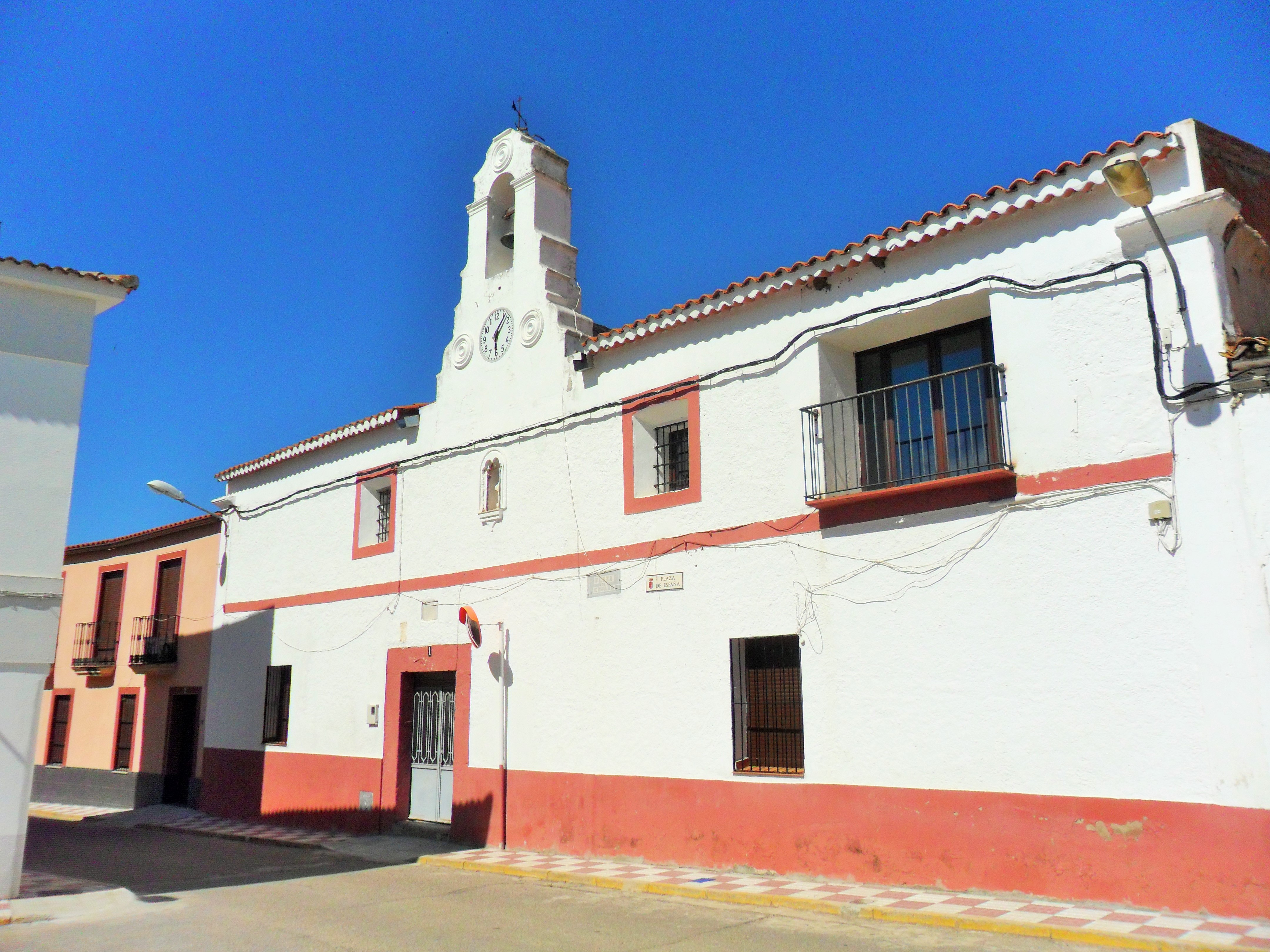
Rathaus
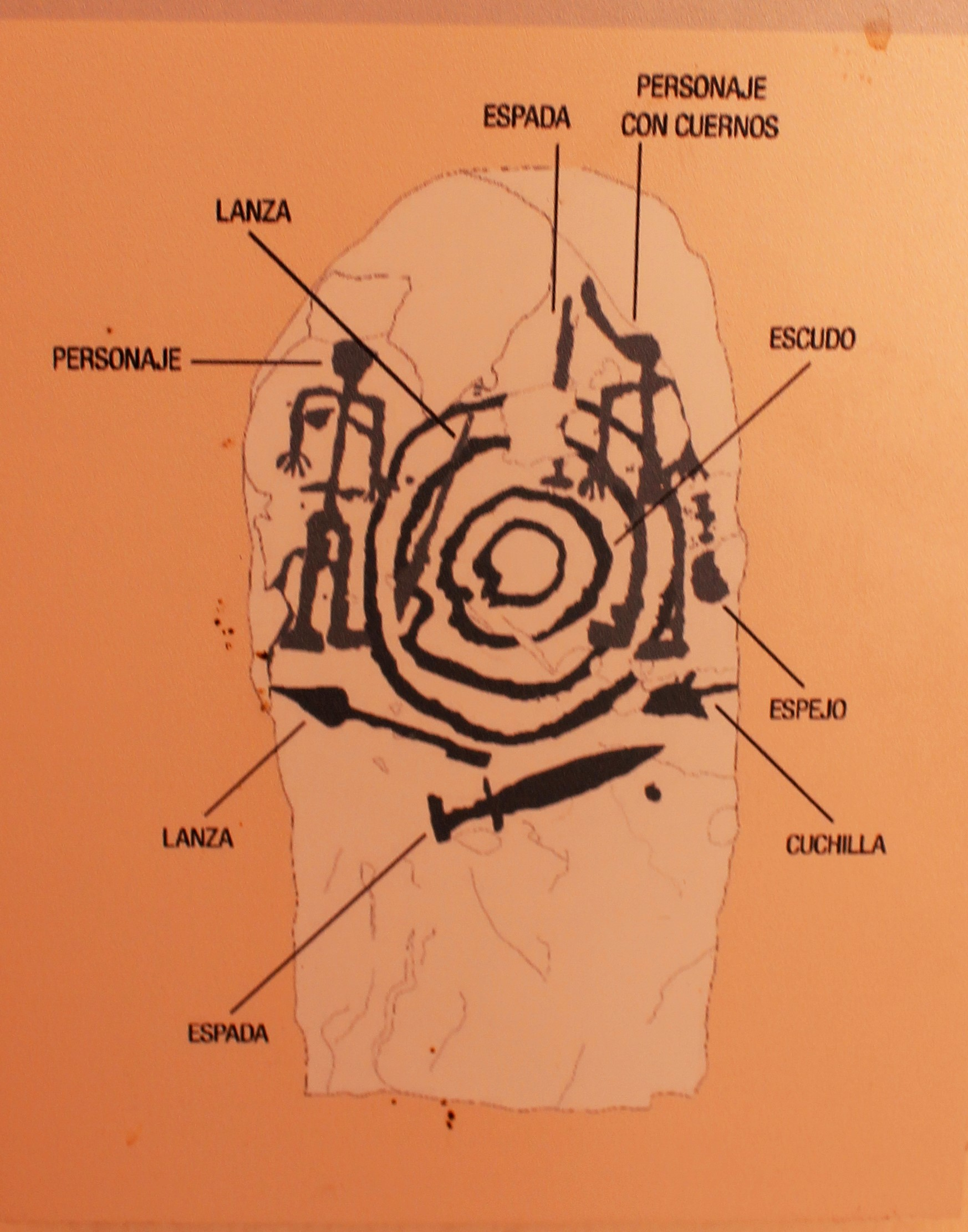
Stele von Valdetorres